# Ville del Monte
Ville del Monte è una frazione di Tenno nella provincia autonoma di Trento.

## Monumenti e luoghi d'interesse

### Architetture religiose
- Chiesa di Sant'Antonio
- Chiesa di San Giovanni Battista